# 栋布拉
栋布拉（法語：Dombras，法語發音：[dɔ̃bʁa]）是法国默兹省的一个市镇，属于凡尔登区。

## 地理
栋布拉（49°23'29"N, 5°27'32"E）面积11.27 平方千米，位于法国大東部大區默兹省，该省份为法国西北部内陆省份，北与比利时接壤，西接马恩省和阿登省，南至上马恩省和孚日省，东临默尔特-摩泽尔省。
与栋布拉接壤的市镇（或旧市镇、城区）包括：大法伊、当维莱、德吕、卢瓦松河畔梅尔勒、奥坦河畔吕、维塔尔维尔。

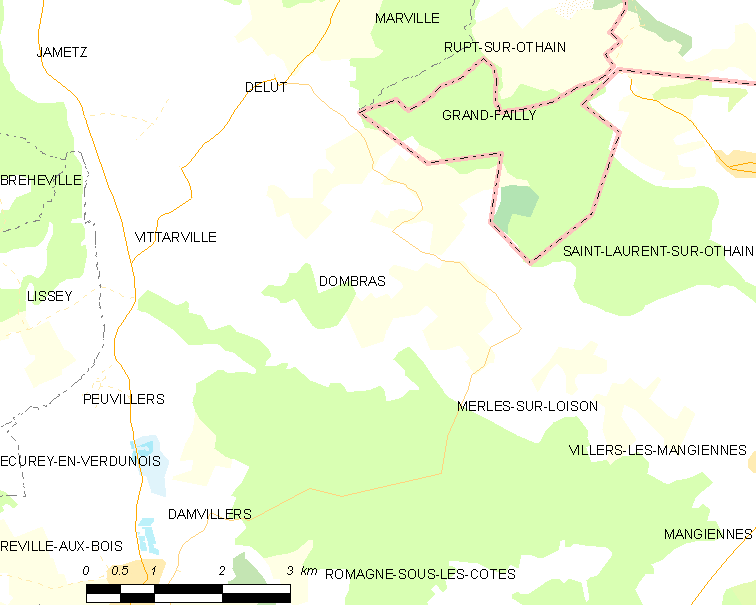
栋布拉的OSM定位图

栋布拉的时区为UTC+01:00、UTC+02:00（夏令时）。

## 行政
栋布拉的邮政编码为55150，INSEE市镇编码为55156。

## 政治
栋布拉所属的省级选区为蒙梅迪县。

## 人口

1962-2008年间栋布拉人口变化图示

栋布拉于2022年1月1日时的人口数量为139人。